# Каф (кириллица)
Қ, қ (К с нижним выносным элементом/каф) — буква расширенной кириллицы. Обозначает звук [q] (в абхазском — [kʰ]).

## Использование
| Алфавит        | Порядковый № | МФА |
| -------------- | ------------ | --- |
| казахский      | 15           | q   |
| таджикский     | 15           | q   |
| узбекский      | 33           | q   |
| каракалпакский | 15           | q   |
| шорский        | 14           | q   |
| абхазский      | 24           | kʰ  |